# Башмаков, Александр Николаевич
Александр Николаевич Башмаков (15 мая 1950, Белорусская ССР, СССР) — советский футболист, белорусский футбольный тренер.

## Биография
Выступал на позиции полузащитника в первенстве Белорусской ССР.
Окончил Белорусский технологический институт (1973), БГОИФК (1985), Институт народного хозяйства.
Долгие годы руководил различными юношескими командами Беларуси, входил в тренерский штаб главной национальной команды.
В 2005 году возглавил минское «Динамо». По итогам сезона клуб занял второе место. Руководство клуба посчитало этот результат неудовлетворительным и отправило тренера в отставку.
Последним местом работы был российский клуб Второго дивизиона «Торпедо-ЗИЛ». В 2009 году по ходу сезона наставник занял пост главного тренера команды. Однако в скором времени он был уволен с этой должности из-за невысоких результатов.
В 2014 году работал тренером-аналитиком в казанском «Рубине» под руководством Рината Билялетдинова,

## Достижения
- Серебряный призёр чемпионата Беларуси: 2005
- Победитель Второй лиги: 2001